# Salmshausen
Salmshausen ist ein Ortsteil von Schrecksbach im nordhessischen Schwalm-Eder-Kreis. Den Ortskern bilden sieben Höfe.

## Geographie
Salmshausen liegt am Fluss Schwalm im gleichnamigen Kulturraum Schwalm und Naturraum Schwalm. Aufgrund des früher regelmäßigen Hochwassers im Schwalmtal liegt der Kern der Ortschaft etwas zurückversetzt vom Fluss am südwestlichen Talhang. Seit der Fertigstellung des Hochwasserrückhaltebeckens Heidelbach im Jahr 1968 ist die Hochwassergefahr weitgehend gebannt und der Talboden selbst auch ackerbaulich nutzbar. Der südwestliche, dorfseitige Talhang besteht aus Gesteinen des mittleren Buntsandsteins, überlagert von tertiären Sedimenten, die teilweise Knollenquarzite enthalten sowie tertiären Basalten. Zu den Quarziten gehört auch das außerhalb der Gemarkung, zwischen Röllshausen, Holzburg und Merzhausen liegende Naturdenkmal Wipperstein. Größere Flächen des dorfseitigen Talhangs sind mit eiszeitlichem Löss bedeckt, was zu besseren Böden geführt hat als am östlichen Talhang, der aus Gesteinen des Buntsandsteins besteht. Zwischen Salmshausen und Zella befindet sich innerhalb der Flusssedimente der Schwalmniederung ein Hügel, der die ihn allseitig umgebende Talsohle um ca. 10 m überragt. Dabei handelt es sich sehr wahrscheinlich um einen Umlaufberg der Schwalm, da er wie die umgebenden Talhänge aus Gesteinen des Buntsandsteins aufgebaut ist und kein Härtling ist.
Östlich des Ortes verläuft die Bundesstraße 254, an die er über eine Kreisstraße angebunden ist. Durch den Ort verläuft der Hessische Radfernweg R4 und der Schwalm-Radweg.

## Geschichte

### Ortsgeschichte
Soweit bisher bekannt, wurde das Dorf erstmals urkundlich im Jahre 1050 unter dem Namen Salmanneshusun erwähnt. Im Dreißigjährigen Krieg wurde das Dorf am 14. November 1640, am Tage vor dem Gefecht am Riebelsdorfer Berg, ebenso wie Niedergrenzebach, Steina, Leimbach, Loshausen, Ransbach und Zella, von kaiserlichen Truppen des Generals Hans Rudolf von Breda vollständig niedergebrannt.
In Salmshausen besteht mindestens seit dem Jahr 1331 eine Brücke über die Schwalm. Eine neuere Brücke mit einem Pfeiler und Widerlagern aus Naturstein wurde 1984 durch eine Stahlbetonbrücke ersetzt, deren Widerlager mit Sandstein verkleidet sind.
Zum 1. Januar 1974 wurde die bis dahin selbständige Gemeinde Salmshausen im Zuge der Gebietsreform in Hessen kraft Landesgesetz in die Großgemeinde Schrecksbach eingegliedert. Für Salmshausen wurde ein Ortsbezirk mit Ortsbeirat und Ortsvorsteher nach der Hessischen Gemeindeordnung eingerichtet.

### Verwaltungsgeschichte im Überblick
Die folgende Liste zeigt die Staaten und Verwaltungseinheiten, denen Salmshausen angehört(e):
- 1315 und später: Heiliges Römisches Reich, Vogtei und Gericht Röllshausen
- vor 1580: Heiliges Römisches Reich, Vogtei und Gericht sind zeitweise adliger Besitz
- ab 1580: Heiliges Römisches Reich, Landgrafschaft Hessen-Marburg, Amt Neukirchen[12]
- 1604–1648: Heiliges Römisches Reich, strittig zwischen Landgrafschaft Hessen-Darmstadt und Landgrafschaft Hessen-Kassel (Hessenkrieg)
- ab 1604: Heiliges Römisches Reich, Landgrafschaft Hessen-Kassel, Amt Neukirchen
- ab 1806: Landgrafschaft Hessen-Kassel, Amt Neukirchen
- 1807–1813: Königreich Westphalen, Departement der Werra, Distrikt Marburg, Kanton Neukirchen
- ab 1815: Kurfürstentum Hessen, Amt Neukirchen[13]
- ab 1821/22: Kurfürstentum Hessen, Provinz Oberhessen, Kreis Ziegenhain[14][Anm. 2]
- ab 1848: Kurfürstentum Hessen, Bezirk Fritzlar
- ab 1851: Kurfürstentum Hessen, Provinz Oberhessen, Kreis Ziegenhain
- ab 1867: Königreich Preußen, Provinz Hessen-Nassau, Regierungsbezirk Kassel, Kreis Ziegenhain
- ab 1871: Deutsches Reich, Königreich Preußen, Provinz Hessen-Nassau, Regierungsbezirk Kassel, Kreis Ziegenhain
- ab 1918: Deutsches Reich, Freistaat Preußen, Provinz Hessen-Nassau, Regierungsbezirk Kassel, Kreis Ziegenhain
- ab 1944: Deutsches Reich, Freistaat Preußen, Provinz Kurhessen, Landkreis Ziegenhain
- ab 1945: Deutsches Reich, Amerikanische Besatzungszone, Groß-Hessen, Regierungsbezirk Kassel, Landkreis Ziegenhain
- ab 1946: Deutsches Reich, Amerikanische Besatzungszone, Hessen, Regierungsbezirk Kassel, Landkreis Ziegenhain
- ab 1949: Bundesrepublik Deutschland, Hessen, Regierungsbezirk Kassel, Landkreis Ziegenhain
- ab 1972: Bundesrepublik Deutschland, Hessen, Regierungsbezirk Kassel, Landkreis Ziegenhain
- ab 1974: Bundesrepublik Deutschland, Hessen, Regierungsbezirk Kassel, Schwalm-Eder-Kreis, Gemeinde Schrecksbach

## Bevölkerung

### Einwohnerstruktur 2011
Nach den Erhebungen des Zensus 2011 lebten am Stichtag, dem 9. Mai 2011, in Salmshausen 66 Einwohner. Darunter waren keine Ausländer.
Nach dem Lebensalter waren 12 Einwohner unter 18 Jahren, 21 zwischen 18 und 49, 18 zwischen 50 und 64 und 18 Einwohner waren älter. Die Einwohner lebten in 24 Haushalten. Davon waren 6 Singlehaushalte, 6 Paare ohne Kinder und 12 Paare mit Kindern, sowie keine Alleinerziehende und keine Wohngemeinschaften. In 9 Haushalten lebten ausschließlich Senioren und in 15 Haushaltungen lebten keine Senioren.

### Einwohnerentwicklung
| Quelle: Historisches Ortslexikon |                              |
| • 1502:                          | 04 Hausgesesse               |
| • 1585:                          | 14 Hausgesesse               |
| • 1639:                          | 9 Männer, eine Witwe.        |
| • 1681:                          | 10 Hausgesesse, 2 Ausschuss  |
| • 1748:                          | 12 Hausstätten, 71 Einwohner |

| Salmshausen: Einwohnerzahlen von 1834 bis 2019 | Salmshausen: Einwohnerzahlen von 1834 bis 2019 | Salmshausen: Einwohnerzahlen von 1834 bis 2019 | Salmshausen: Einwohnerzahlen von 1834 bis 2019 | Salmshausen: Einwohnerzahlen von 1834 bis 2019 |
| --- | ---------------------------------------------- | ---------------------------------------------- | ---------------------------------------------- | ---------------------------------------------- |
| Jahr |                                                |                                                |                                                | Einwohner                                      |
| 1834 | 1834                                           |                                                | 111                                            | 111                                            |
| 1840 | 1840                                           |                                                | 111                                            | 111                                            |
| 1846 | 1846                                           |                                                | 121                                            | 121                                            |
| 1852 | 1852                                           |                                                | 138                                            | 138                                            |
| 1858 | 1858                                           |                                                | 120                                            | 120                                            |
| 1864 | 1864                                           |                                                | 113                                            | 113                                            |
| 1871 | 1871                                           |                                                | 114                                            | 114                                            |
| 1875 | 1875                                           |                                                | 106                                            | 106                                            |
| 1885 | 1885                                           |                                                | 107                                            | 107                                            |
| 1895 | 1895                                           |                                                | 97                                             | 97                                             |
| 1905 | 1905                                           |                                                | 103                                            | 103                                            |
| 1910 | 1910                                           |                                                | 109                                            | 109                                            |
| 1925 | 1925                                           |                                                | 106                                            | 106                                            |
| 1939 | 1939                                           |                                                | 106                                            | 106                                            |
| 1946 | 1946                                           |                                                | 172                                            | 172                                            |
| 1950 | 1950                                           |                                                | 168                                            | 168                                            |
| 1956 | 1956                                           |                                                | 133                                            | 133                                            |
| 1961 | 1961                                           |                                                | 114                                            | 114                                            |
| 1967 | 1967                                           |                                                | 85                                             | 85                                             |
| 1980 | 1980                                           |                                                | ?                                              | ?                                              |
| 1990 | 1990                                           |                                                | ?                                              | ?                                              |
| 2000 | 2000                                           |                                                | ?                                              | ?                                              |
| 2011 | 2011                                           |                                                | 66                                             | 66                                             |
| 2019 | 2019                                           |                                                | 69                                             | 69                                             |
| Datenquelle: Historisches Gemeindeverzeichnis für Hessen: Die Bevölkerung der Gemeinden 1834 bis 1967. Wiesbaden: Hessisches Statistisches Landesamt, 1968. Weitere Quellen: LAGIS; Zensus 2011; Gemeinde Schrecksbach: |                                                |                                                |                                                |                                                |

In den Jahren 1945/46 befanden sich in Salmshausen 70 Evakuierte und Flüchtlinge, bei einer eingesessenen Bevölkerung von 102 Personen.

### Historische Religionszugehörigkeit
| Quelle: Historisches Ortslexikon |                                                                   |
| • 1861:                          | 110 evangelisch-reformierte Einwohner                             |
| • 1885:                          | 107 evangelische (= 100 %) Einwohner                              |
| • 1961:                          | 86 evangelische (= 75,44 %), 28 katholische (= 24,56 %) Einwohner |

### Historische Erwerbstätigkeit
| Quelle: Historisches Ortslexikon | |
| • 1748:                          | ein Leineweber, ein Schuhflicker                                                                                                 |
| • 1838:                          | Familien: 7 Ackerbau, 4 Gewerbe, 5 Tagelöhner                                                                                    |
| • 1981:                          | Erwerbspersonen: 36 Land- und Forstwirtschaft, 10 produzierendes Gewerbe, 3 Handel und Verkehr, 2 Dienstleistungen und Sonstiges |

## Politik
Für Salmshausen besteht ein Ortsbezirk (Gebiete der ehemaligen Gemeinde Salmshausen) mit Ortsbeirat und Ortsvorsteher nach der Hessischen Gemeindeordnung. Der Ortsbeirat besteht aus drei Mitgliedern.
Bei den Kommunalwahlen in Hessen 2021 gehörten alle Kandidaten der „Freien Wählerliste Salmshausen“ an. Der Ortsbeirat wählte Helmut Wahl zum Ortsvorsteher.

## Kirche
Die evangelische Kirche zu Salmshausen wurde südlich der Ansiedlung neben dem Friedhof im Jahr 1954 (Datum der Wetterfahne) errichtet. Das Gebäude ist ein schlichter Saalbau von drei Fensterachsen mit eingestelltem Kirchturm im Südwesten und einem als kleiner Baukörper angefügten Altarraum. Jeden Bauteil deckt ein eigenes Satteldach, der verschieferte Turm trägt eine geschweifte Haube. Eine Flachdecke mit Balkenunterzügen überfängt den Gemeinderaum, zum leicht erhobenen, tonnengewölbten Altarraum öffnet sich ein Rundbogen. Die einfache Ausstattung stammt aus der Bauzeit.
Die Glocke ist älter. Das Metall stammt von den Glocken einer im Jahr 1634 oder 1635 abgebrannten Kirche, aus dem eine neue Glocke gegossen wurde. Diese wurde mehrere hundert Jahre später in den Neubau der Kirche überführt.

## Kultur
Eine große Halle für landwirtschaftliche Maschinen wurde über mehrere Jahre für Abiturfeiern verwendet, was die Bekanntheit des kleinen Ortes in der Region deutlich erhöht hat.
Im Ort befindet sich eine ehemalige dörfliche Schmiede.